# Литвинов, Пётр Васильевич
Пётр Васильевич Литвинов (1922—1944) — лейтенант Рабоче-крестьянской Красной Армии, участник Великой Отечественной войны, Герой Советского Союза (1944).

## Биография
Пётр Литвинов родился 8 июля 1922 года в деревне Точилово. После окончания семи классов школы работал на железной дороге в Ленинградской области. В мае 1941 года Литвинов был призван на службу в Рабоче-крестьянскую Красную Армию. В июле 1942 года он окончил Ульяновское танковое училище. С августа того же года — на фронтах Великой Отечественной войны. В боях четыре раза был ранен и контужен.
К марту 1944 года гвардии лейтенант Пётр Литвинов командовал танковым взводом 58-го гвардейского отдельного тяжёлого танкового полка 1-й гвардейской армии 1-го Украинского фронта. Отличился во время освобождения Хмельницкой области Украинской ССР. 9 марта 1944 года взвод Литвинова первым в полку ворвался в Староконстантинов и в боях на городских улицах уничтожил более 100 солдат и офицеров противника, 5 танков и самоходных артиллерийских установок. 22 марта 1944 года взвод Литвинова участвовал в обороне переправы через реку Бужок в районе села Аркадиевцы к северо-западу от Проскурова, отразив три немецких контратаки. В том бою Литвинов погиб вместе со всем экипажем. Похоронен на месте своего последнего боя.
Указом Президиума Верховного Совета СССР от 2 августа 1944 года за «образцовое выполнение заданий командования и проявленные при этом мужество и героизм» гвардии лейтенант Пётр Литвинов посмертно был удостоен высокого звания Героя Советского Союза.
Был также награждён орденами Красного Знамени и Отечественной войны 2-й степени, рядом медалей.
В честь Литвинова названа улица в Аркадиевцах.